# Cryptopimpla anomala
Cryptopimpla anomala là một loài tò vò trong họ Ichneumonidae.